# Вилоопашат кралски тиран
Вилоопашат кралски тиран (Tyrannus forficatus), наричан също вилоопашата тиранова мухоловка, е вид птица от семейство Tyrannidae.

## Разпространение
Видът е разпространен в Бахамските острови, Белиз, Гватемала, Канада, Коста Рика, Куба, Мексико, Никарагуа, Панама, Пуерто Рико, Салвадор, САЩ, Търкс и Кайкос, Хаити и Хондурас.